# Thomas Neill (natation)
Pour les articles homonymes, voir Neill.
Thomas Neill, né le 9 juin 2002 à Hong Kong, est un nageur australien.
Il a remporté la médaille de bronze du relais 4 × 200 m nage libre masculin aux Jeux olympiques d'été de 2020 à Tokyo.

## Palmarès

### Championnats du monde en grand bassin
- Championnats du monde 2023 à Fukuoka :
  -  Médaille de bronze du relais 4 × 200 m nage libre.